# Đứa con vùng đồi
Đứa con vùng đồi là bộ phim điện ảnh truyền hình của Việt Nam năm 2002, là tác phẩm đầu tay của Trần Trung Dũng ở cương vị đạo diễn; kịch bản được Nguyễn Quang Thiều chuyển thể từ truyện ngắn "Người cha" của ông. Với các diễn viên Minh Nguyệt, Quốc Trị, Phương Thanh.

## Nội dung
Cặp vợ chồng Lanh - Miên sinh sống tại một huyện nghèo, gia cảnh tương đối khó khăn. Miên là nông dân tính gia trưởng và thô lỗ, còn Lanh buôn bán nhỏ ngoài chợ huyện. Một tài xế xe khách đã tiếp cận tán tỉnh Lanh thành công, cô quyết định từ bỏ chồng và con gái để đi theo hắn. Ban đầu, Lanh cảm thấy hạnh phúc khi được ở nhà cao cửa rộng và có người giúp việc, nhưng cô nhanh chóng nhận ra mình chỉ là một trong số nhưng "bồ nhí" của hắn. Trong khi đó, Miên ở nhà trút hết ấm ức lên người đứa con.  

## Diễn viên
- Minh Nguyệt trong vai Lanh[3]
- Quốc Trị trong vai Miên[4]
- Phương Thanh[1][5]
- Đặng Xuân Đồng trong vai Phùng[6]

## Giải thưởng
| Năm  | Giải thưởng                                | Hạng mục      | Kết quả         | Tham khảo |
| ---- | ------------------------------------------ | ------------- | --------------- | --------- |
| 2003 | Liên hoan Truyền hình toàn quốc lần thứ 22 | Phim ngắn tập | Huy chương Vàng | [ 8 ]     |
| 2003 | Giải Cánh diều 2002                        | Phim video    | Cánh diều Vàng  | [ 9 ]     |